# 深圳地铁6号线支线
深圳地铁6号线支线（东莞方面称东莞轨道交通1号线三期），是深圳地铁的一条线路，由深理工站至光明站，全长约6.13公里，设站4座。此线未来将延伸至光明城站，并预留远期与东莞轨道交通1号线直通运营的条件。
此线虽然以“6号线支线”的名义存在，但在规划中的正式名称为“东莞轨道交通1号线深圳段”，因此其本质为一条独立线路，其标识色、车型、列车编号均与6号线主线分开；且受制于线路、车型不同（使用B型车）和光明站的配线，虽然此线亦无法与6号线主线直通运营，但未来将会与东莞轨道交通1号线直通运营。

## 线路
深圳地铁6号线支线一期起自6号线光明站，止于深莞边界的深理工站，线路全长约6.13公里，共设4站。
在《深圳市城市轨道交通第四期建设规划调整（2017-2022）》中，6号线支线会继续南延（即6号线支线二期），该南延段起于光明站南侧，向南沿光明大道高架敷设，然后转向东南方向跨越翠湖公园后转入地下进入光侨路向南敷设，在光侨路与光明大街路口设置光明小镇站（现碧眼站），其后在华夏路与光侨路交叉口设置华夏路站（现虹桥公园站），线路继续转向东南进入三十八号路，沿着三十八号路向南敷设，最终在广深港高铁光明城站的站前广场设置光明城站，并与深圳地铁13号线换乘。此区段全长约4.944公里，其中地上线0.359公里，地下线4.585公里。6号线支线二期建成后，届时6号线支线由深理工站开往光明城站，全长将延伸至11.07公里，设站7座。
深圳地铁6号线支线一期、二期工程均由中交集团承建。

## 历史
- 2017年7月7日，国家发改委批复《深圳市城市轨道交通第四期建设规划（2017-2022年）》，同意深圳市建设深圳地铁6号线支线[8]。
- 2018年1月10日，深圳地铁6号线支线正式开工[9]。
- 2020年5月8日，科學城東站（现深理工站）实现封顶，深圳段所有車站均已完成土木工程。但由於征地問題，東莞段進度較慢，仍有三站未能動工[10]。
- 2020年12月29日，深圳地铁6号线支线二期正式开工[11]。
- 2021年11月3日，深圳地铁6号线支线进入铺轨阶段[9]。
- 2022年1月15日，深圳地铁6号线支线实现全线长轨通节点目标[9]。
- 2022年2月11日，深圳地铁6号线支线完成车站及区间主体工程[9]。
- 2022年2月27日，深圳地铁6号线支线全线35KV（左线）、400V实现电通[12]。
- 2022年6月8日，深圳地铁6号线支线首列车抵达长圳车辆段[13]。
- 2022年6月15日，深圳地铁6号线支线完成全线热滑试验[14]。
- 2022年10月26日，深圳地铁6号线支线通过竣工验收[9]。
- 2022年11月21日，深圳地铁6号线支线实现“三权移交”[9]。
- 2022年11月28日，深圳地铁6号线支线一期开通运营[3]。
- 2024年1月，深圳地鐵6號線支線二期光明城站-華夏站區間順利貫通。
- 2024年1月16日，深圳地鐵6號線支線二期工程光明城站～華夏站區間右線順利洞通，標誌着深圳地鐵6號線支線二期工程區間隧道全線貫通。
- 2024年5月9日，深圳地鐵6號線支線二期光明小鎮站順利通過站後安裝及裝修樣板工程驗收，標誌着項目全面進入砌築和機電安裝階段。
- 2024年5月23日，深圳地鐵6號線支線二期項目光明小鎮站順利通過砌體結構、混凝土結構子分部驗收。
- 2024年6月18日，东莞市轨道交通局将深圳地鐵6號線支線北延的东莞段纳入第二期建设规划调整（2022-2030年）中。[15]
- 2024年10月14日，深圳市规划和自然资源局公布6号线支线二期车站的正式站名。[16]

## 车站及接驳路线
| 車站名稱[1] | 英文名稱[1]            | 所在區域      | 啟用日期         | 接駁線路[2]              | 月臺數量 / 類型 |
| --- | ---------------------- | ------------- | ---------------- | ------------------------ | --------------- |
| 6号线支线 |                        |               |                  |                          |                 |
| 光明城 | Guangmingcheng         | 光明区        | 预计2025年12月底 | █13号线 █18号线 光明城站 | 地下双岛式月台  |
| 虹桥公园 | Hongqiao Park          | 光明区        | 预计2025年12月底 |                          | 地下岛式月台    |
| 碧眼 | Biyan                  | 光明区        | 预计2025年12月底 |                          | 地下岛式月台    |
| 光明 | Guangming              | 光明区        | 2022年11月28日   | █6号线                   | 高架双岛式月台  |
| 圳美 | Zhenmei                | 光明区        | 2022年11月28日   |                          | 地下岛式月台    |
| 中大 | Sun Yat-sen University | 光明区        | 2022年11月28日   |                          | 地下岛式月台    |
| 深理工 | SUAT                   | 光明区        | 2022年11月28日   |                          | 地下岛式月台    |
| 6号线支线北延线（规划中）                                                                                                   |                        |               |                  |                          |                 |
| 黄江南 | Huangjiang South       | 东莞市 黄江镇 | 待定             | █ 东莞轨道交通1号线      | 地下岛式月台    |
| 梅塘 | Huangjiang Center      | 东莞市 黄江镇 | 待定             | █ 东莞轨道交通1号线      | 地下岛式月台    |
| 注释 |                        |               |                  |                          |                 |
| 1↑ 斜体标示的车站为在建或规划车站。其中二期深圳段站名已定，东莞段为暂定名，有变动可能。 2↑ 斜体标示的换乘或转乘，尚未启用。 |                        |               |                  |                          |                 |
| 论 编 |                        |               |                  |                          |                 |

### 轉乘站

#### 已投入使用
- 光明站：主線與支線轉乘，通过站厅进行平行轉乘。

#### 即將成為轉乘站的車站
- 光明城站：换乘13号线和18号线。6號線支線和13號線两者同期建设，雙島四線式平行换乘。
- 碧眼站：换乘29号线。29號綫二期為遠期線路，建設時仅預留換乘節點。
- 黄江南站：换乘东莞轨道交通1号线。
- 梅塘站：换乘东莞轨道交通1号线和东莞轨道交通4号线。